# Jean Martin d'Escrienne
Jean Martin d'Escrienne est né le 6 décembre 1922 à Meursault, dans le département de la Côte-d'Or, et mort le 6 mai 2014. Il était cadet de la France libre, (Promotion Bir Hakeim-1943), ancien officier de la 1re division française libre et aide de camp du Général de Gaulle de 1966 à 1970.

## Biographie
Jean Martin d'Escrienne (1922-2014) est né dans une famille d'ancienne bourgeoisie française originaire de Champagne, issue de Noël Martin (1675-1758), bourgeois d'Ecriennes (Marne), officier du roi, chef de la fruiterie du roi à Versailles. 
- Jean-Baptiste Martin d'Escrienne (1675-1758), était Maître des eaux et Forêts au bailliage de Vitry.

- Alexandre Martin d'Escrienne (1764-1831), était capitaine d'artillerie, chevalier de Saint-Louis.

- Alexandre Martin d'Escrienne (1764-1831), ancien élève de l'École de Brienne, était officier au Royal artillerie (Régiment d'Auxone), chevalier de Saint-Louis. Il rejoignit l'armée de Rochambeau en Amérique. Il a quitté le service en 1791.

- Adolphe Étienne Martin d'Escriennes (1805-1880), était maire d'Ecriennes de 1840 à 1877. *Henry Martin d'Escrienne (1832-1890), officier, était maire d'Ecriennes.

Jean Martin d'Escrienne est le fils de Louis Martin d'Escrienne (1887-1922), décédé à 35 ans et le petit-fils d'Henry Martin d'Escrienne. Participant à la Résistance intérieure française, en liaison avec le maquis local, il décide à l'âge de 20 ans, en accord avec sa mère, de rejoindre à Londres les Forces Françaises Libres du Général de Gaulle.

## Carrière
Jean Martin d'Escrienne rejoint le Général de Gaulle à Londres en janvier 1943, après un périple par l'Espagne, le Portugal et Gibraltar. Il est directement affecté à la formation des cadets de la France Libre comme élève aspirant et en sort avec le grade de sous-lieutenant. Il participe aux campagnes d'Égypte, de Libye, de Tunisie et d'Italie. Il participe au Débarquement de Provence dans les rangs de la 1re division française. Le 21 août 1944, il est blessé d'une balle à la poitrine lors de la bataille de libération d'Hyères. Hospitalisé à Casablanca, il reprend le combat en Alsace, toujours au sein de la 1re division française libre, dans la 4e brigade. 
Après la Guerre 1939-1945, Jean Martin d'Escrienne a poursuivi sa carrière militaire. Devenu colonel, il est commandeur de la Légion d'honneur. En 1966, il est nommé aide de camp du Général de Gaulle au Palais de l'Élysée jusqu'au mois d'avril 1969. Il restera à ses côtés jusqu'à sa mort, survenue en novembre 1970.

## Publications
Jean Martin d'Escrienne a publié plusieurs ouvrages : 
- Le Général m'a dit...(1966-1970), Plon, 1973.
- De Gaulle de loin et de près, Plon, 1978.
- Charles de Gaulle officier : de Saint-Cyr à la dissuasion, ADDIM, 1990.
- De Gaulle sans frontières : témoignage, Thélès, DL 2007